# エレファントノーズフィッシュ

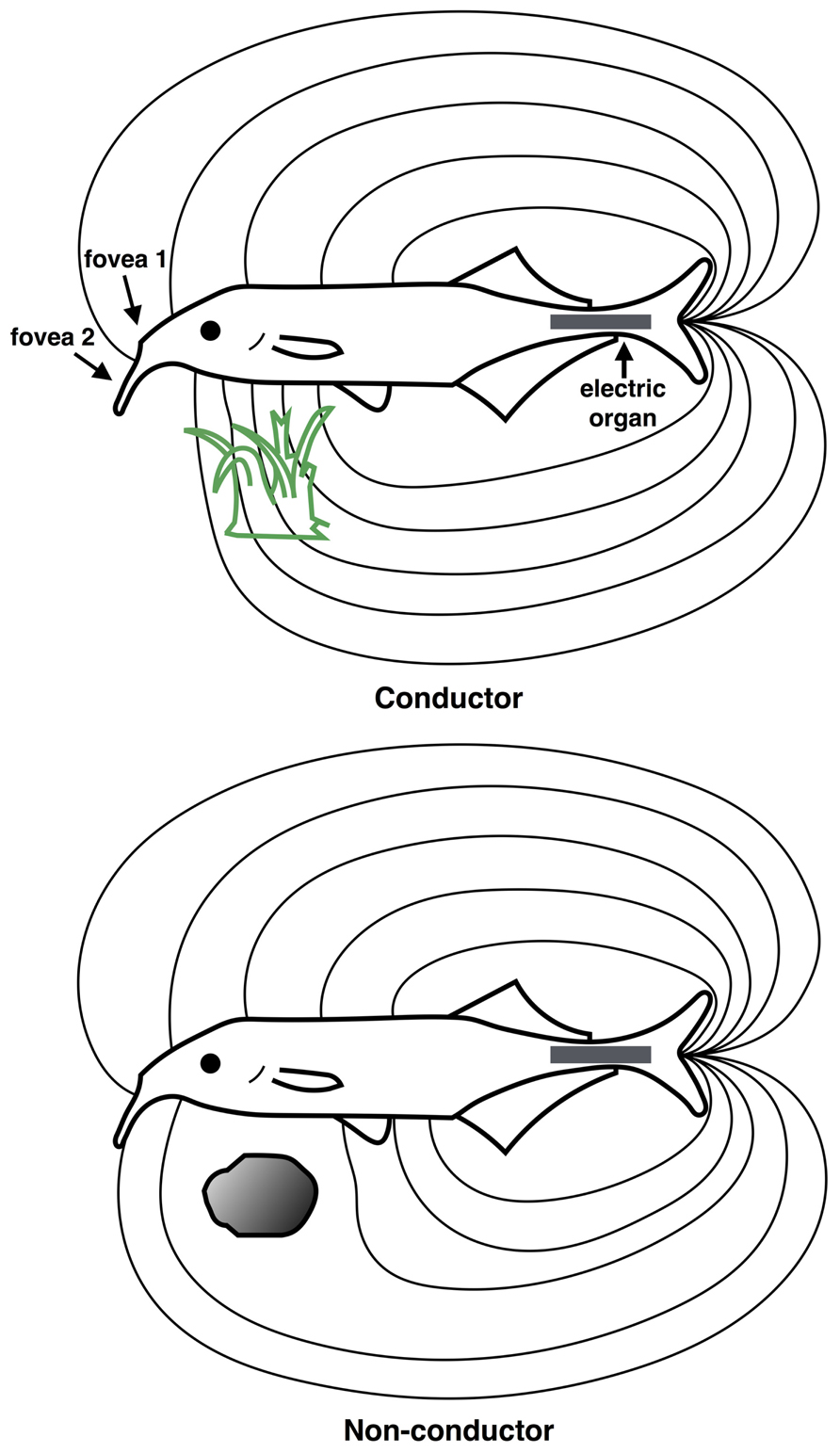
尾部の発電器官によって生じた電場が石などで妨げられると、それを知覚することができる。

エレファントノーズフィッシュ（学名Gnathonemus petersii）は、アロワナ目モルミルス科モルミルス亜科グナソネムス属に属する魚の一種でナイル川流域、アフリカ中部、西部の川に生息している。突き出した「鼻」が象の鼻のように見えるのでこの名前が付いた。

## 特徴
最大全長20cm。本種の「ゾウの鼻」に見立てられている特徴的な突起は実際には鼻ではなく、下あご部分が突き出したものである。この長いあごを持った吻部はいかにも餌をとりにくそうな形をしているが、これは水底が泥状の場所に生息しているためで、餌となる泥の中の生物を捕食しやすいと考えられている。また、発電をする魚としても知られている。尾柄部に発電器官を持っていて、微弱な電流を流してレーダーのように使用する。
電場を知覚するためかその脳は大きく、身体に対する脳の重量比率は3%ほどで、2%前後の人間を上回る。また、脳による酸素消費量の割合は60%ほどにもなる。これは一般的な脊椎動物の脳酸素消費量2~8%、人間の約20%という数字を大きく超えるもので、脊椎動物中で最大である。これは変温性によって酸素消費を抑えた身体に、きわだって大きい頭脳を持つことによるとされる。

## 人間との関わり
地元では食用にされ、神話にも登場する。特徴的な体型から水族館で展示されたり、アクアリウムで飼育される場合もある。特徴的な吻部のために食事の動作が緩慢であり、活発な魚と一緒に飼育すると十分に餌を食べられなくなる場合がある。性質も臆病であり、同居できる魚は攻撃性が無く餌を食べるのが本種同様に遅い魚に限られる。また、同種を含む弱い発電能力で視力を補っている魚に対しては、自分の持つ電場と相手の電場が干渉し合うために攻撃的になるので、十分に広い水槽で無ければ同居は難しい。なお、日本では単に「エレファントノーズフィッシュ」と呼ぶ場合は本種を指すが、モルミルス科のうち本種に似た特徴を持った種全般の呼称としてもエレファントノーズフィッシュという呼び名は使われている。中にはホエールエレファントノーズ(Brienomyrus nigerなど複数種を含む)のように、特徴的なゾウの鼻のような吻部を持たないにもかかわらず、エレファントノーズとして扱われる種も存在する。